# Erannis fasciata
Erannis fasciata là một loài bướm đêm trong họ Geometridae.